# Neve Hadassah
Neve Hadassah (en hebreo: נְוֵה הֲדַסָּה, lit.residencia de Hadassah ) es una aldea juvenil ubicada en el centro de Israel. 
Ubicado en la llanura de Sharon, cerca de Netanya y adyacente a Tel Yitzhak, pertenece a la jurisdicción del Consejo Regional Hof HaSharon (Consejo regional del Hasharon de la costa)
En 2008 tenía una población de 750 habitantes.
El pueblo fue establecido en 1949 por Tel Yitzhak, Yesodot, Juventud Aliyah, y Hadassah. Alberga un colegio y una escuela de cocina para los alumnos de 7 º a 12 º grado. En todos estos años, la escuela ha enseñado a muchos inmigrantes de América Latina, la antigua Unión Soviética y Francia
- Datos: Q2920180
- Multimedia: Neve Hadasa / Q2920180